# Ламоново (Ступинский район)
Ламоново — деревня в Ступинском районе Московской области в составе Аксиньинского сельского поселения (до 2006 года — Аксиньинский сельский округ). Ламоново на 2015 год, фактически, крупный дачный посёлок: при 1 жителе в деревне 5 улиц, 2 переулка и 7 садовых товариществ, в деревне имеется святой источник.
Ламоново расположено в северо-восточной части района, в верховье реки Болошивка, правого притока реки Северка, высота центра села над уровнем моря — 155 м. Ближайшие населённые пункты: около 1 км на юг Буньково, также в 1 км на юго-запад — Нефедьево и в 1,5 км восточнее Хомутово.

## Население
| 2002 | 2006 | 2010 |
| ---- | ---- | ---- |
| 2    | ↗4   | ↘1   |